# Passion: Music for The Last Temptation of Christ
Passion: Music for The Last Temptation of Christ este un album, coloană sonoră din 1989 compus de Peter Gabriel. Este cel de-a doua coloană sonoră și al optulea album a artistului. Original albumul a fost compus drept coloana sonoră pentru filmul  The Last Temptation of Christ, însă Gabriel a petrecut câteva luni după lansarea filmului dzvoltând mai departe muzica, ca în final să lanseze un album matur în locul unei “coloane sonore de film". Albumul e văzut ca punct de reper în  popularizarea world music, câștigând un premiu Grammy în 1990 pentru Cel Mai Bun Album New Age. Albumul a fost remasterizat de către Gabriel îm 2002.

## Prezentare
Drept coloană sonoră pentru film, Gabriel a folosit resurse din organizația ce a fondat-o, WOMAD, pentru a adduce împreună muzicieni din Orientul Apropiat, Africa, și Asia de Sud.  Alături de ei, el a lucrat pentru a crea muzica menită să intensifice tonul filmului, dar de asemenea adăugând și o nuanță de ambient modern compozițiilor originale, creaînd o lucrare  muzicală ce a influențat de-a lungul anilor de la lansare mulți muzicieni. Passion a introdus mulți ascultători muzica artiștilor Nusrat Fateh Ali Khan, Youssou N'Dour, L. Shankar, și Baaba Maal.
Ceva mai târziu în același an a fost lansat un album însoțitor, Passion – Sources, ce conținea piese adiționale ce nu sunt interpretate sau create de Gabriel.  Gabriel descrie acest album ca "o selecție de muzică tradițională, sourse de inspirație, și înregistrări așezare."
Arta coperții pentru album, Drawing study for Self Image II (1987), e o compoziție media amestecată a artistului Julian Grater.

## Lista pieselor
Toate compozițiile sunt compuse de Peter Gabriel cu excepția celor indicate în secțiunea Personal de mai jos.
| Partea Unu 1. "The Feeling Begins" – 4:00 2. "Gethsemane" – 1:26 3. "Of These, Hope" – 3:55 4. "Lazarus Raised" – 1:26 5. "Of These, Hope - Reprise" – 2:44 6. "In Doubt" – 1:33 7. "A Different Drum" – 4:40 Partea Doi 1. "Zaar" – 4:53 2. "Troubled" – 2:55 3. "Open" – 3:27 4. "Before Night Falls" – 2:18 5. "With This Love" – 3:40 | Partea Trei 1. "Sandstorm" – 3:02 2. "Stigmata" – 2:28 3. "Passion" – 7:39 4. "With This Love (Choir)" – 3:20 Partea Patru 1. "Wall of Breath" – 2:29 2. "The Promise of Shadows" – 2:13 3. "Disturbed" – 3:35 4. "It Is Accomplished" – 2:55 5. "Bread and Wine" – 2:21 |

## Personal
Piesele sunt compuse de Peter Gabriel, cu excepția pieselor "Open" (bazată pe o improvizație de L. Shankar și Gabriel) și "Stigmata" (bazată pe o improvizație de  Mahmoud Tabrizi Zadeh și Gabriel). "Zaar" a fost scrisă în jurul unui ritm tradițional Egiptean, ce este interpretat pentru a  îdepărta spriritele rele.
1. The Feeling Begins
  - Manny Elias - octabans, surdo, tobe de piele
  - Hossam Ramzy - țambal de deget, tabla, dufs
  - Peter Gabriel - sintetizator, shakers, tobe de piele, surdo
  - David Bottrill - drone mix
  - David Rhodes - chitară
  - L. Shankar – vioară dublă
  - Vatche Housepian - doudouk Armenian
  - Antranik Askarian - doudouk Armenian

Doudoukul cântă o melodie Armeniană, "The Wind Subsides". (Doudoukurile Armene sunt înregistrate pentru Ocora Records sub conducerea lui Robert Ataian.)

1. Gethsemane
  - Peter Gabriel - sample-uri de flaut, flaut, voci

1. Of These, Hope
  - Massamba Dlop – tobe talking
  - Peter Gabriel - chitară bas, percuție, flaut fluier, Prophet 5
  - L. Shankar – vioară dublă
  - David Rhodes - chitară
  - Mustafa Abdel Aziz - arghul drone

1. Lazarus Raised
  - (Players unknown) - duduk Kurd & tenbur
  - David Rhodes - chitare
  - Peter Gabriel - pian, Akai S900

Această piesă încorporează o melodie tradițională din Kurdistan ce povestește despre dragostea nefericită a unei tinere pentru Bave Seyro, un războinic legendar. (Dudukurile  Kurde sunt din Colecția UNESCO  - A Musical Anthology Of The Orient, editor general Alain Danielou pentru Musicaphon Records.)

1. Of These, Hope - Reprise
  - Massamba Dlop – tobe talking
  - Peter Gabriel - chitară bas, percuție, flaut fluier, Prophet 5
  - L. Shankar – vioară dublă
  - David Rhodes - chitară
  - Mustafa Abdel Aziz - arghul drone
  - Baaba Maal - voci
  - Fatala – percuție adițională

1. In Doubt
  - Peter Gabriel - Audioframe, sample-uri Fairlight, voci
  - Mahmoud Tabrizi Zadeh - kementché

1. A Different Drum
  - Doudou N'Diaye Rose - loop de percuție (patru bare)
  - Fatala - loop de percuție (trei bare)
  - Peter Gabriel - surdo, percuție, Audioframe, Prophet 5, voce
  - L. Shankar – vioară dublă
  - Youssou N'Dour - voce
  - David Sancious – backing vocal

1. Zaar
  - Hossam Ramzy - tamburine, dufs, tobe mici, țambale de deget, triunghi
  - Peter Gabriel - surdo, percuție adițională, Audioframe, Akai S900, voce
  - Nathan East - chitară bas
  - David Rhodes - chitaă
  - Mahmoud Tabrizi Zadeh - kementché
  - L. Shankar – vioară dublă

1. Troubled
  - Bill Cobham - baterie, percuție
  - Hossam Ramzy - țambale de deget
  - Peter Gabriel - percuție, Fairlight, Emulator, backing vocal
  - David Sancious - backing vocal

1. Open
  - Peter Gabriel - Prophet 5, Akai S900, voci
  - L. Shankar - vioară dublă, voci

1. Before Night Falls
  - Hossam Ramzy - țambale de deget, tabla, dufs
  - Kudsi Erguner - ney flaut (cântând o melodie tradițională Armeană)
  - L. Shankar - vioară dublă

Flautul Ney cântă o melodie tradițională Armeană.

1. With This Love
  - Robin Canter - oboi, corn englez
  - L. Shankar - vioară dublă
  - David Sancious - Akai S900, aranjament la sintetizator
  - Peter Gabriel - Audioframe, Fairlight, pian, Prophet 5, aranjament la sintetizator

1. Sandstorm
  - Location Recording – Percuție Morocană & voci
  - Hossam Ramzy - surdo, tabla, tambourine dufs, mazhar
  - Manu Katché - percuție adițională
  - Mahmoud Tabrizi Zadeh - kementché
  - L. Shankar – vioară dublă
  - Peter Gabriel - Fairlight

1. Stigmata
  - Mahmoud Tabrizi Zadeh - kementché
  - Peter Gabriel - Prophet 5, voce

Bazat pe improvizația lui Mahmoud și Peter Gabriel

1. Passion
  - Djalma Correa – Percuție Braziliană
  - Jon Hassell - trompetă
  - Peter Gabriel - Prophet 5, Akai S900, Fairlight, voce
  - Nusrat Fateh Ali Khan - voce Qawwali
  - L. Shankar - vioară dublă
  - Youssou N'Dour - voce
  - Julian Wilkins - corist

1. With This Love (Choir)
  - Robin Canter - cor englezesc
  - Richard Evans – îregistrare cor

1. Wall Of Breath
  - Kudsi Erguner - flaut ney Turc
  - L. Shankar - vioară dublă
  - Musicians Du Nil - arghul
  - David Rhodes – chitară Ebow
  - Peter Gabriel - sintetizatoare

1. The Promise Of Shadows
  - Bill Cobham – baterie
  - David Bottrill – tamburina principală
  - Peter Gabriel - Emulator, Prophet 5, Audioframe, percuție adițională
  - David Rhodes - chitară

1. Disturbed
  - Hossam Ramzy - surdo, tabla
  - Mustafa Abdel Aziz – loop de percuție
  - Said Mohammad Aly - loop de percuție
  - Fatala - percuție africană
  - L. Shankar – vioară dublă
  - Peter Gabriel - Fairlight, Prophet 5

1. It Is Accomplished
  - Bill Cobham - baterie, tamburină
  - David Bottrill – tamburina 2, lamă diformată
  - Nathan East - bas
  - Mustafa Abdel Aziz - drone arghul
  - David Sancious – orgă Hammond
  - David Rhodes – chitară Steinberger
  - Peter Gabriel - doholla, percuție adițională, Roland D-50, pian, Prophet 5, voce

1. Bread and Wine
  - Peter Gabriel - contrabas, Prophet 5, voce
  - David Rhodes – chitară EBow
  - Richard Evans - flageolet
  - L. Shankar - vioară dublă